# 辛兰亭
辛兰亭（1912年—1965年7月12日），原名辛金满，男，陕西清涧人，中华人民共和国政治人物，曾任新疆省人民政府委员，第二届全国人大代表。